# Gerolamo Cardano

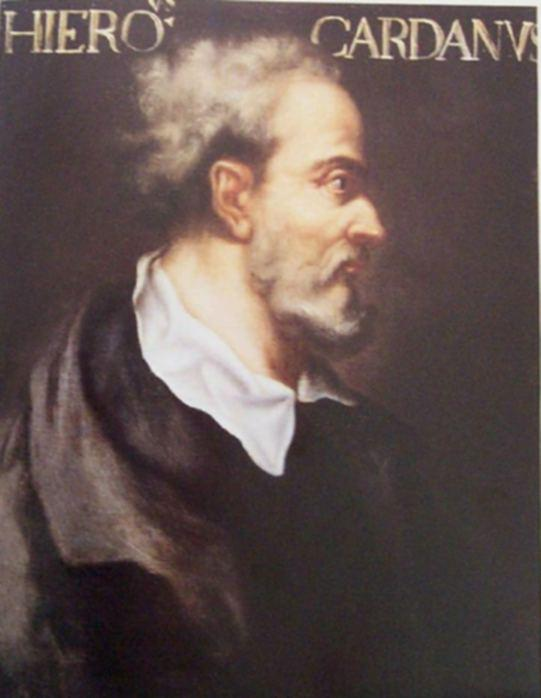
Gerolamo Cardano

Gerolamo Cardano, auch Geronimo oder Girolamo Cardano (von Mailand) sowie Cardan, latinisiert Hieronymus Cardanus (Mediolanensis) (* 24. September 1501 in Pavia; † 21. September 1576 in Rom), war ein italienischer Arzt, Philosoph und Mathematiker und zählt zu den Renaissance-Humanisten.

## Leben
Cardano wurde 1501 als unehelicher Sohn des Mailänder Rechtsgelehrten Fazio Cardano (1444–1524) (eines universell und auch mathematisch gebildeten Freundes von Leonardo da Vinci, der Vorlesungen in Pavia und Mailand hielt) und der sehr viel jüngeren Witwe Chiara Micheria in Pavia geboren. Bevor sie sich kennenlernten, hatte sie schon drei Kinder zu versorgen. Als sie Gerolamo erwartete, brach die Pest in Mailand aus und sie ging nach Pavia, musste dann aber nach ihrer Rückkehr feststellen, dass ihre drei anderen Kinder an der Pest verstorben waren. Später heiratete sie Gerolamos Vater, sie lebten aber auch eine Zeit lang getrennt. Als Kind war Gerolamo oft kränklich und unglücklich. Er war Assistent bei seinem Vater und lernte von ihm Mathematik, was in ihm den Wunsch weckte, Gelehrter zu werden. Cardano studierte ab 1520 (dem Wunsch seines Vaters folgend) Jura, Naturwissenschaften und Medizin in Pavia und, nachdem die Universität Pavia kriegsbedingt geschlossen wurde, in Padua. Er war ein hervorragender Student, schuf sich aber auch Feinde, da er kein Blatt vor den Mund nahm. 1526 wurde er in Padua in Medizin promoviert. Nach dem Tod seines Vaters hatte er sein kleines Erbe schnell durchgebracht und finanzierte sein Leben in der Folge meist durch Spiel (Karten, Schach, Würfel). Da dies aber auch zu einer Obsession wurde, führte es dazu, dass er immer wieder in finanzielle Not geriet. Das Spiel führte ihn aber auch zu bedeutenden Erkenntnissen in der Wahrscheinlichkeitstheorie.
Von 1526 bis 1532 arbeitete er als Arzt in Saccolongo (in der Nähe von Padua), wo er 1531 Lucia Bandareni heiratete. Aus dieser Ehe gingen zwei Söhne und eine Tochter hervor. Ab 1534 war er Arzt am städtischen Armen- und Krankenhaus in Mailand und erhielt Lehraufträge an der Akademie für Vorlesungen in Mathematik, Astrologie und Architektur. 1539 wurde er nach langen Streitigkeiten in das Kollegium der Mailänder Ärzte aufgenommen und wurde 1541 Rektor dieses Kollegiums. Ab 1543 hielt er in Mailand Vorlesungen über Medizin. 1544 nahm er einen Ruf als Professor für Medizin in Pavia an. Allmählich verbesserten sich seine wirtschaftlichen Verhältnisse.
Durch seine seit 1539 teils in Nürnberg von Johannes Petreius, teils in Basel gedruckten Werke gelangte er zu europaweiter Berühmtheit. So erhielt er 1546 Angebote von Papst Paul III., 1547 von König Christian III. von Dänemark und vom schottischen Erzbischof John Hamilton (St. Andrews) für hochdotierte Stellungen als Leibarzt. Die Angebote lehnte er ab, reiste aber 1552 über Lyon und Paris nach Edinburgh. Dort heilte er Hamilton, der zuvor von den Leibärzten König Heinrichs II. und danach von Ärzten Kaiser Karls V. vergeblich behandelt wurde. Die Rückreise führte ihn über England, die Niederlande, Deutschland und die Schweiz mit zahlreichen Begegnungen mit Wissenschaftlern, Herrschern und Bischöfen.
In der Folge erhielt er Angebote als Leibarzt des schottischen Königs, des französischen Königs Heinrich II., des deutschen Kaisers Karl V. und des Herzogs von Mantua sowie als Ingenieur für den französischen Vizekönig Brissac, die er jedoch alle ablehnte. Von 1560 bis 1562 nahm er nach zwischenzeitlicher schriftstellerischer Tätigkeit und medizinischer Praxis seine Professur in Pavia wieder auf, stellte sie aber schließlich wegen Zahlungsunfähigkeit der kleinen Universität endgültig ein. 1563 übernahm er eine Professur für Medizin an der Universität Bologna und wurde später mit der Ehrenbürgerschaft Bolognas geehrt.
1560 wurde Cardanos ältester Sohn Gianbattista hingerichtet, weil er seine Ehefrau mit Gift umgebracht hatte. Der Vater verteidigte den geständigen Mörder vor Gericht und hoffte bis zuletzt auf eine mildere Strafe. Der unehrenhafte Tod des Sohnes, auf den er große Hoffnungen gesetzt hatte, war für ihn einer der schwersten Schicksalsschläge.

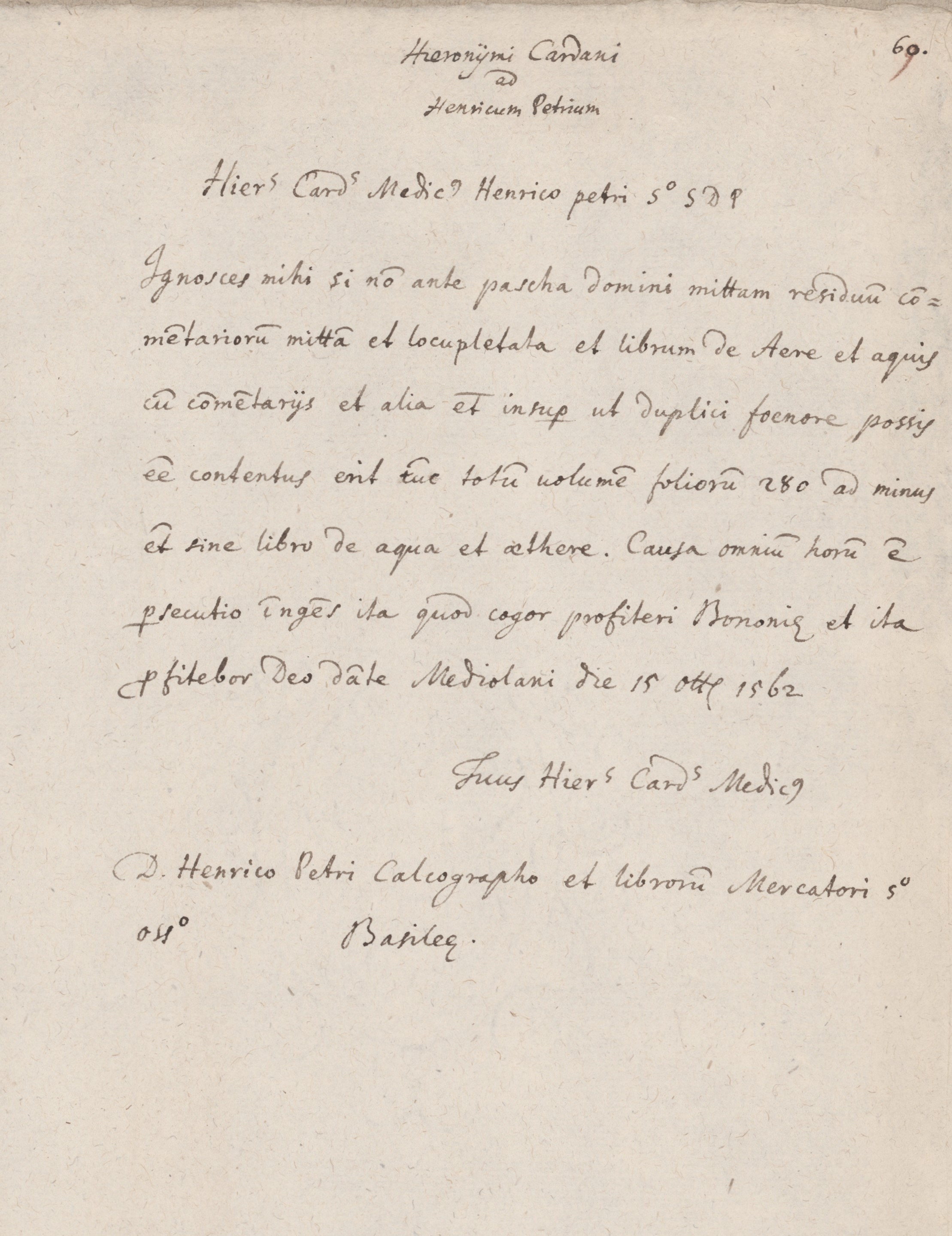
Cardano: Brief an den Basler Buchdrucker Heinrich Petri, 1562

1570 wurde er von der Inquisition ohne Vorwarnung inhaftiert und nach drei Monaten Haft unter Auflagen wieder freigelassen. Neue Ergebnisse zu den Gründen von Cardanos Verhaftung brachte die Öffnung der Archive der Inquisition in den 2000er Jahren. Ausschlaggebend für die Inhaftierung dürfte danach ein Gutachten zu seiner Schrift De rerum varietate gewesen sein. Ein anonymer Inquisitor warf ihm darin ketzerische Aussagen vor. In der älteren Literatur und unter den Zeitgenossen war der genaue Grund seiner Inhaftierung nicht bekannt – nach den üblichen Praktiken der Inquisition erfuhren die Verhafteten nicht unbedingt den Grund – und bot Anlass zu Spekulationen. Cardano musste als eine der Auflagen der Inquisition darüber schweigen. Oystein Ore vermutete, dass die Verhaftung in Zusammenhang mit dem Vorgehen der Inquisition gegen prominente Persönlichkeiten im Rahmen der Gegenreformation stand, wozu allein ein zweifelhafter Ruf schon einen Verdacht begründen konnte. Die Schriften von Cardano boten an verschiedenen Stellen Angriffspunkte, auch wenn Cardano selbst jede Abweichung von den Lehren der katholischen Kirche kategorisch bestritt. So erstellte er ein Horoskop für Jesus, schrieb ein wohlwollendes Buch über den Christenverfolger Nero, und es finden sich Stellen zur Astrologie, die als häretisch ausgelegt werden konnten, da er das Schicksal des Individuums als von den Sternen bestimmt darstellt, was der Lehre der Kirche zuwiderlief. Verdächtig machte ihn auch, dass er viele seiner Bücher in Nürnberg, Basel und Lyon erscheinen ließ und so die Zensur in seiner Heimat umging. Überdies hatte der Basler Drucker in seinem Buch De rerum varietate, das nach den Unterlagen im Vatikan der hauptsächliche Auslöser gewesen war, einen abwertenden Hinweis auf die Dominikaner eingefügt, Cardano hatte sich davon aber sofort distanziert und eine Korrektur in einer späteren Auflage durchgesetzt.
Schließlich erlangte er eine Teil-Rehabilitation. Ihm wurde nahegelegt, auf seine Professur in Bologna zu verzichten, nicht mehr zu publizieren und stattdessen, mit einer päpstlichen Pension versehen, nach Rom zu übersiedeln. Der Vatikan sorgte auch für seine Aufnahme in das römische Ärztekollegium. Unter dem Schutz und der Aufsicht der Kirche verbrachte Cardano ziemlich zurückgezogen seine letzten Jahre, vor allem mit seiner Lebensbeschreibung beschäftigt. Einige seiner astrologischen Schriften wurden fortan aber auf dem Index der verbotenen Bücher mit dem Zusatz donec corrigantur (solange sie nicht korrigiert werden) geführt.
Gerolamo Cardano starb sechs Jahre später in Rom. Eine häufig zu hörende, jedoch durch nichts belegte Legende über Cardano besagt, dass er behauptet habe, seinen eigenen Tod bis auf die Stunde genau voraussagen zu können. Als die vorausgesagte Stunde gekommen war, habe er peinlich berührt feststellen müssen, dass er sich bester Gesundheit erfreute. Da er seinen eigenen Fehler nicht habe eingestehen wollen, soll er seinen Tod durch Verhungern selbst herbeigeführt haben. Dies ist ein typisches Beispiel für die Anfeindungen und Verleumdungen, denen Cardano zeit seines Lebens immer wieder ausgesetzt war und die selbst nach seinem Tod noch zu solchen Skurrilitäten führten.
Cardano muss, wie er sich selber schildert, ein seltsamer Mensch gewesen sein. In Gedanken ständig mit irgendwelchen Problemen beschäftigt, war er jähzornig, vorlaut, provokant, oft sehr schroff und scharfzüngig. Im Alter wurde er zu einem einsamen Sonderling. Dabei verfügte er über ein umfassendes Wissen und war ein guter Redner. In seinen Vorlesungen hat er fast immer frei gesprochen. Auch liebte er wissenschaftliche Disputationen und war als überaus kenntnisreicher, geschickter und schlagfertiger Gegner gefürchtet. All dies brachte ihm neben offensichtlicher Bewunderung auch viele Feinde ein. Schon seine Promotion in Pavia hat er erst im dritten Anlauf geschafft. Freunde hatte er nach eigenen Aussagen nur wenige, aber seine Gönner, Unterstützer und Mäzene waren zahlreich. Cardano nennt neben vielen anderen etwa Carlo Borromeo, Giovanni Morone und mehrere weitere Kardinäle sowie den Feldherrn und kaiserlichen Gouverneur von Mailand Alfonso d’Avalos, unter den Gelehrten den Juristen Andrea Alciato und den Anatomen Andreas Vesalius. Seinen Unterhalt verdiente Cardano vor allem als Arzt und Dozent. Ihm lag aber wenig daran, reich zu werden. So gab es in seinem Leben immer wieder Zeiten, in denen er kaum praktizierte, sondern neben seiner Leidenschaft als Spieler den Studien nachging und schrieb. Durch seine zahllosen Schriften – nachdem er 1573 120 Schriften verbrannt hatte, zählte er in seiner Lebensbeschreibung noch 55 publizierte und 45 unveröffentlichte Titel auf – wollte er als Humanist seinen Namen unsterblich machen.

## Leistungen
Gerolamo Cardano gilt als einer der letzten großen Universalgelehrten der Renaissance mit einer erstaunlichen internationalen Bekanntheit zu Lebzeiten, die zu jener Zeit sonst eher bei prominenten Künstlern und Literaten zu beobachten war. Die Vielzahl der Wissensbereiche, die er in Form von Vorlesungen und Schriften bearbeitet hat, reicht über Medizin, Mathematik, Philosophie, vergleichende Religionswissenschaft, Physik, Chemie, Ingenieurwissenschaften, Pharmazie, Psychologie und Traumdeutung, Astronomie und Astrologie bis zur Architektur und Wissenschaftsgeschichte. Bei dieser Fülle kann auch der enorme Umfang seiner Schriften nicht erstaunen.
Ein wesentliches Verdienst Cardanos liegt in der Integration des Humanismus der Renaissance und der neuen Ausrichtung der Wissenschaften im 16. Jahrhundert mit dem Schwerpunkt in den Naturwissenschaften. Dazu bedurfte es eines solchen universal gebildeten Gelehrten, der in der Philosophie ebenso ausgewiesen war wie in den Naturwissenschaften. Mit De subtilitate libri XXI und de varietate libri XVII, welche sich ergänzen und in den Basler Ausgaben von 1554 und 1557 zusammen über 1200 Seiten im Folioformat umfassen, hat er ein enzyklopädisches Werk zur sichtbaren Welt, aber auch zu manchen übernatürlichen Phänomenen bzw. magischen Kunststücken geschaffen. Denn Cardano hat sich auch intensiv mit Astrologie und Traumdeutungen beschäftigt. Er hat zahlreiche Horoskope (u. a. für Francesco Petrarca, Erasmus von Rotterdam und Albrecht Dürer) gestellt, und Vorzeichen, Vorahnungen und eigene Träume spielen in seiner eigenen Lebensbeschreibung eine bedeutsame Rolle. Dies hat ihm im 18. Jahrhundert den Ruf eines Schwärmers eingebracht. So urteilt später Leibniz über ihn: „Das Wissen dürfte Reize haben, welche von denen, die sie nicht empfunden haben, nicht begriffen werden können. Ich verstehe darunter kein blosses Wissen von Tatsachen ohne deren Gründe, sondern ein Wissen wie das des Cardan, der wirklich ein großer Mann, trotz allen seinen Fehlern, war und ohne diese seinesgleichen nicht gehabt hätte“.

### Mathematische Leistungen
Cardano machte sowohl zur Wahrscheinlichkeitsrechnung und Kombinatorik als auch zu komplexen Zahlen wichtige Entdeckungen. Im Alter vollendete er Das Buch der Glücksspiele (Liber de Ludo Aleae) (erstmals veröffentlicht in seinen Opera Omnia 1663), das die Grundlagen der mathematischen Wahrscheinlichkeitstheorie enthielt, etwa hundert Jahre vor Pascal und Fermat. Er hat sich mit Binomialkoeffizienten beschäftigt und z. B. Summenformeln hierzu angegeben. Er hatte diese Gesetze schon früher gefunden, aber zunächst nur selbst benutzt. Mit seinem Wissen verdiente er beim Glücksspiel das Geld, das er in Zeiten seiner Arbeitslosigkeit, d. h., als die Universität in Pavia sein Gehalt nicht zahlen konnte, zum Unterhalt benötigte.
Er rechnete vermutlich als einer der Ersten mit komplexen Zahlen. Auf sie stieß er beim Versuch, kubische Gleichungen zu lösen. Weiterhin bewies er, dass man mit negativen Zahlen ganz ähnlich wie mit gewöhnlichen Zahlen rechnen kann. Bis dahin war die übliche Lehrmeinung unter Mathematikern, dass alle Zahlen größer als Null sein müssten. (Der griechische Mathematiker Diophant bildet hier nach neuesten Forschungsergebnissen eine Ausnahme.)

#### Lösung der allgemeinen kubischen und biquadratischen Gleichung
Im Jahre 1545 erschien sein Buch Ars magna sive de Regulis Algebraicis, in dem er Methoden zur expliziten Lösung von Gleichungen dritten und vierten Grades angab. Er beschrieb darin, dass jede reduzierte kubische Gleichung stets eine quadratische „Resolvente“ (Hilfsgleichung) besitzt und dass die Summe der Kubikwurzeln aus den beiden Lösungen der quadratischen Resolvente eine der drei Lösungen der kubischen Gleichung ergibt. Es gilt dann folgende Regel: Wenn die Lösungen der quadratischen Resolvente reell sind, dann hat die zugehörige kubische Gleichung eine reelle und zwei imaginäre Lösungen. Wenn die quadratischen Resolvente hingegen keine reellen Lösungen besitzt – sondern zwei konjugiert komplexe –, dann hat die zugehörige kubische Gleichung drei reelle Lösungen: Dieser Fall hieß casus irreducibilis, weil es sich als unmöglich erwies, die reellen Lösungen mit Hilfe reeller Wurzelausdrücke darzustellen.
Cardano schuf sich jedoch mit seiner Veröffentlichung auch einen Feind. Denn schon 1535 hatte der venezianische Mathematiker und Politiker Tartaglia die Lösungen eines Spezialfalls der kubischen Gleichungen, die Scipione del Ferro vor 1530 entdeckt hatte, in öffentlichen Wettkämpfen verwendet, sie aber für sich behalten, da er dieses Wissen nutzte, um gegen Bezahlung entsprechende Probleme zu lösen. Er hatte diesen Lösungsweg jedoch Cardano in verschlüsselter Form mitgeteilt. Cardanos Lösung war aber allgemeiner, sie umfasste alle kubischen Gleichungen (und die Lösungen von Gleichungen 4. Grades, die er selbst seinem Schüler Lodovico Ferrari zuschrieb), vgl. Cardanische Formeln.
Trotzdem wurde er von Tartaglia des Diebstahls und Meineids bezichtigt, denn Cardano hatte geschworen, diese Lösung niemals zu veröffentlichen. An das Versprechen fühlte sich Cardano nicht mehr gebunden, nachdem er von der früheren Lösung del Ferros erfahren hatte. Tartaglia wurde daraufhin von einem Mailänder Gericht zum öffentlichen Widerruf seiner Anschuldigungen verurteilt.
Weitere mathematische Werke Cardanos beschäftigen sich mit Geometrie (Zykloide, siehe auch Cardanische Kreise) und Zahlentheorie.
In seinem 1570 veröffentlichten Werk über Proportionen untersucht er schnelle Bewegungen und gelangte im Zuge dessen zu Erkenntnissen über die Pulsfrequenz, die er mit 4000 Schlägen pro Stunde (also 67 pro Minute) beim Erwachsenen erstmals wissenschaftlich genau publizierte (Für Kinder mit hohem Fieber nahm er einen fünf Mal schnelleren Puls an).

### Philosophie
Gerolamo Cardanos philosophische Schriften beinhalten zum einen seine Aristoteles-Rezeption mit seiner Analyse der Dialektik und zum anderen naturphilosophische Schriften und Werke zur Moralphilosophie (Ethik). In seiner Naturphilosophie versuchte er die Welt, Himmel und Erde, Natur und Gedankenwelt als ein einheitliches Ganzes zu fassen. Dies versuchte er durch zu Grunde legen eines einzigen Prinzips, der beseelten Urmaterie, zu erreichen. An diese Gedanken knüpfte später Leibniz mit seiner Monadologie an, wo er speziell die Arbeiten Cardanos erwähnt. Weitere Werke befassen sich u. a. mit einem Vergleich christlicher, jüdischer und muslimischer Religion.
Seine philosophischen Hauptwerke sind de Uno und de Natura. Das eher enzyklopädische Werk De Subtilitate, dessen erste Ausgabe 1550 in Nürnberg gedruckt wurde, war ein großer Publikumserfolg und wurde innerhalb weniger Jahre über zehn Mal in Nürnberg, Basel, Lyon und Paris nachgedruckt. Es wurde auch lange nach Cardanos Tod im 17. Jahrhundert noch häufig nachgedruckt und kann als ein philosophisches Standardwerk jener Zeit angesehen werden.

### Medizin
Cardano war ein europaweit bekannter Mediziner. Er forschte über Typhus, Tuberkulose, Asthma und Geschlechtskrankheiten. Von ihm stammt die erste klinische Beschreibung von Typhus. Er unterschied als erster zwischen Syphilis und Gonorrhoe (Tripper) und beschrieb die Grundlagen für Sanatorien zur Behandlung von Asthma und Tuberkulose, etwa 300 Jahre bevor sich diese Art der Behandlung durchsetzte.
Es sind zahlreiche erfolgreiche Heilungen von Patienten überliefert, die von zeitgenössischen Medizinern als unheilbar eingestuft wurden. Zu seinen Patienten zählten zahlreiche hohe kirchliche und weltliche Würdenträger in Schottland, England, Frankreich und Italien, darunter der Erzbischof von St. Andrews (Schottland) und der Prior der Benediktiner in Mailand. Er vertrat die Ansicht, dass die Verabreichung von Pharmazeutika erst nach gründlicher Erforschung des Patienten und seiner Erkrankung sinnvoll sei. Zur Behandlung setzte er Diäten, Physiotherapie und psychologische Betreuung ein. Wegen seiner Schrift über „schlechte medizinische Praxis“, in der er die übliche Praxis seiner Kollegen heftig kritisierte, musste er viele Anfeindungen erdulden.

### Technik und Erfindungen
Cardano beschrieb als Erster die schon vor ihm erfundene kardanische Aufhängung. Später bürgerten sich auch für das Kreuzgelenk und die damit versehenen Gelenkwellen der Begriff Kardangelenk bzw. Kardanwelle ein, da Cardano ca. 1548 eine Kardanwelle für eine Kutsche von Kaiser Karl V. entwarf.
Cardano war auch der Erste, der zwischen statischer Elektrizität und Magnetismus unterschied – im Jahr 1550.
Eine weitere Erfindung betrifft die Verschlüsselung von Nachrichten mit dem nach ihm benannten Cardan-Gitter. Bei der Konstruktion der Buchdruckschnellpressen Anfang des 19. Jahrhunderts wurde das Prinzip der Cardanischen Kreise verwendet.

## Würdigungen
- Der Mondkrater Cardanus und der Asteroid (11421) Cardano sind nach ihm benannt.
- Gotthold Ephraim Lessing verteidigte Cardano in einer seiner 1754 erschienenen „Rettungen“ gegen den Vorwurf des Atheismus.
- Das blockchainbasierte Projekt Cardano mit der eigenen Kryptowährung ADA ist nach ihm benannt.

## Schriften (Auswahl)

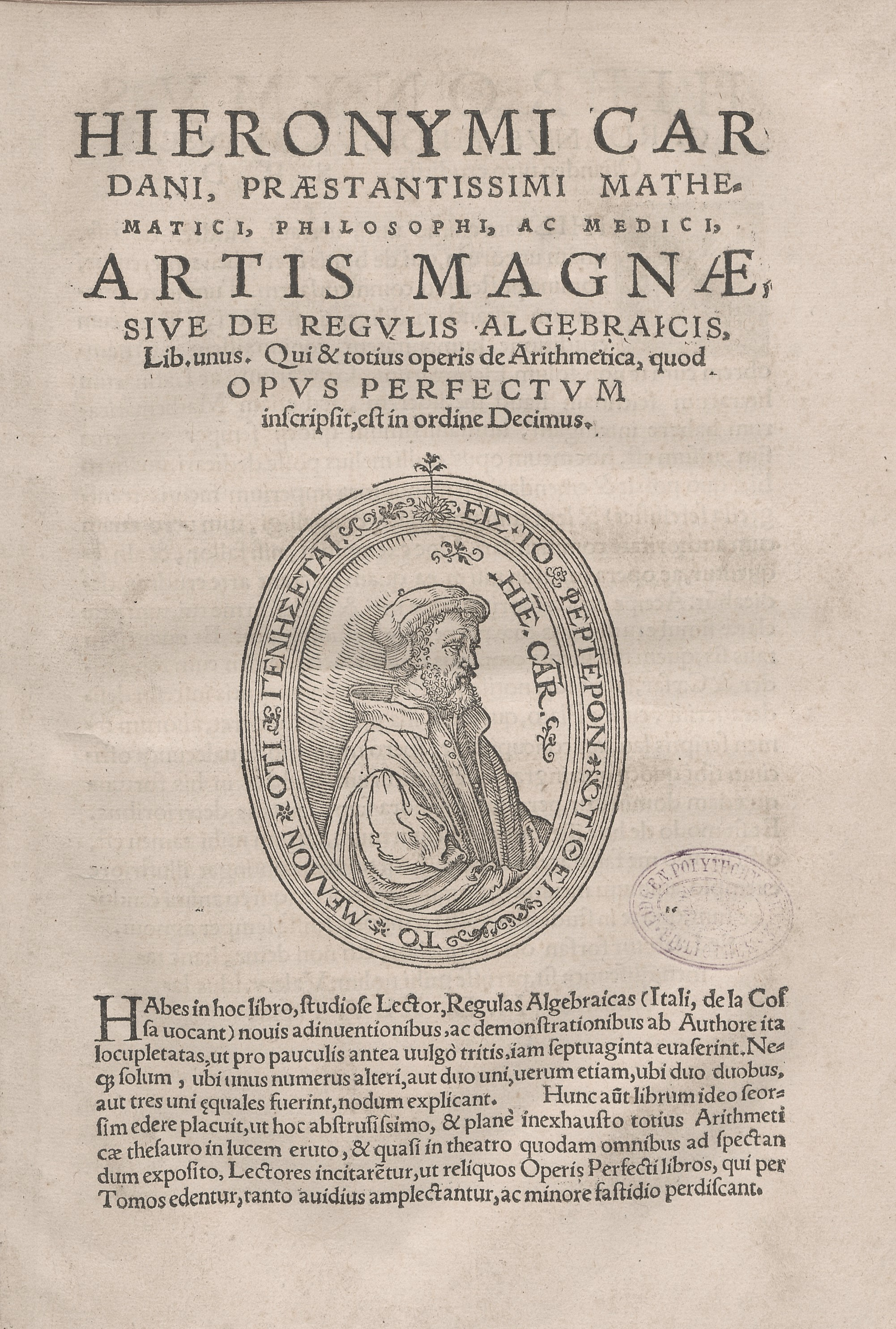
Gerolamo Cardano: Ars magna, 1545

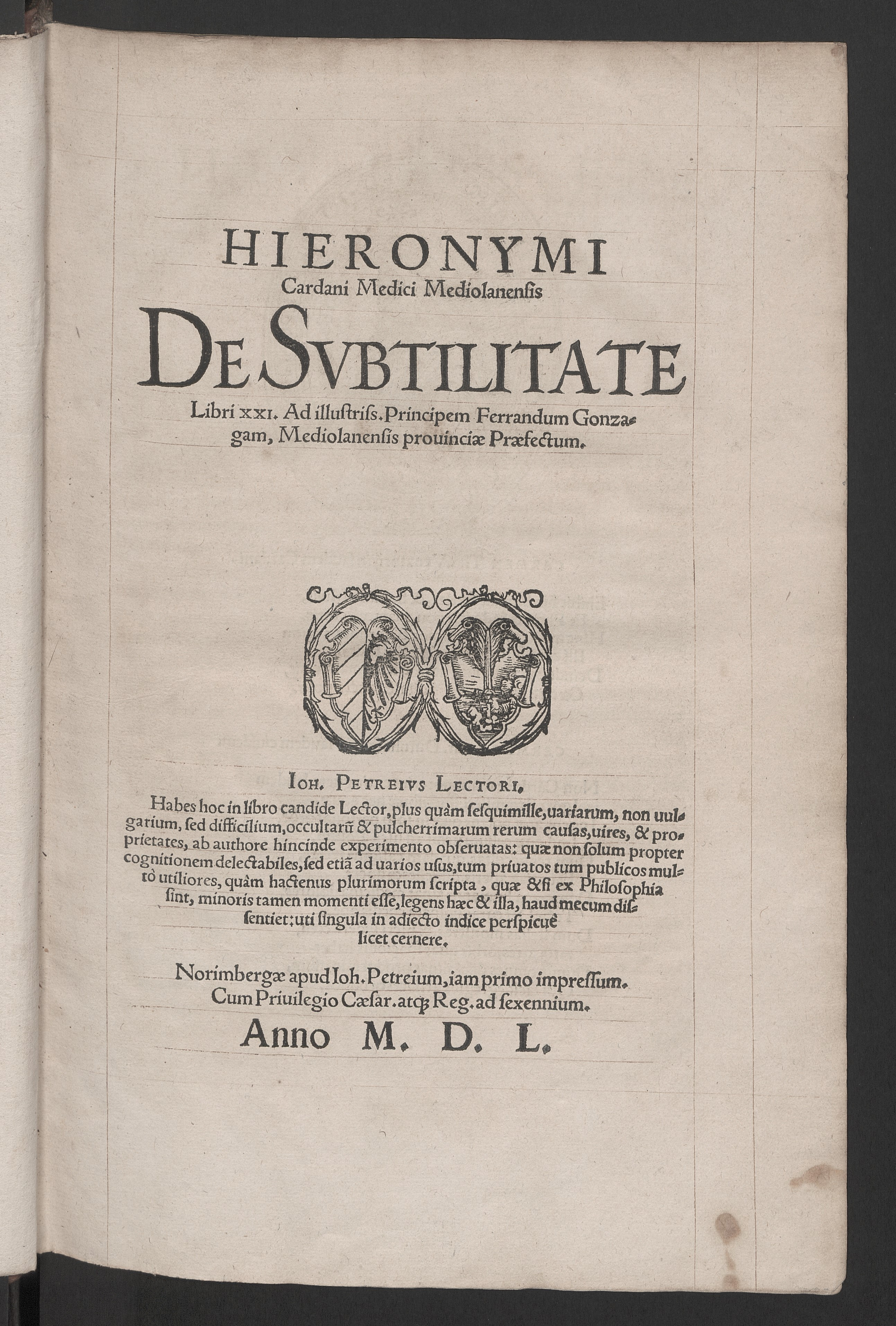
Gerolamo Cardano: De subtilitate. Nürnberg 1550

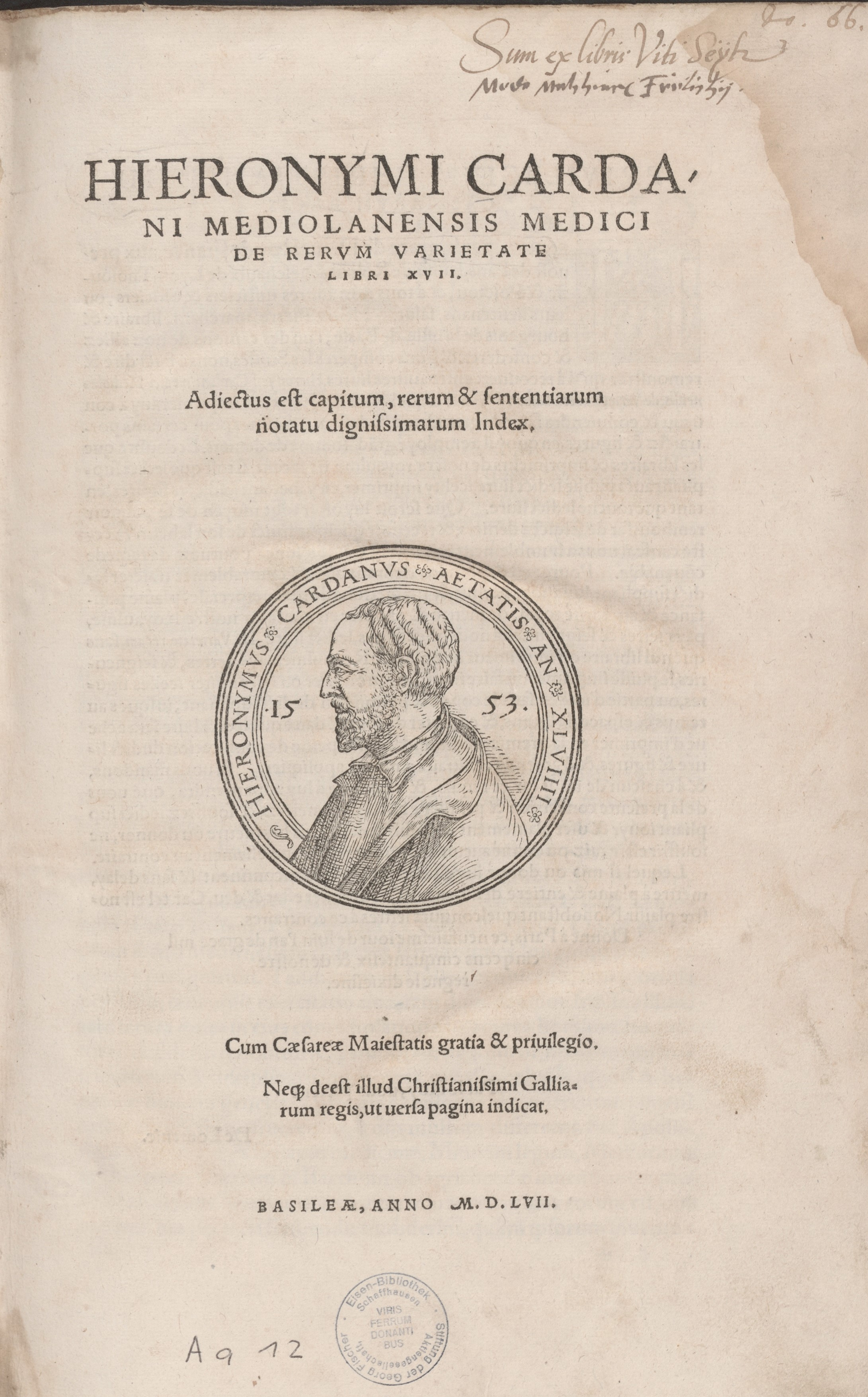
Gerolamo Cardano: De rerum varietate, 1557

Gerolamo Cardano hat über 230 Bücher in unterschiedlichen Wissensgebieten geschrieben, von denen 138 gedruckt wurden.
- Artis magnae, sive de regulis algebraicis liber unus. Johannes Petreius, Nürnberg 1545, doi:10.3931/e-rara-9159.
- Liber de libris propriis. Guillaume Rouillé, Lyon 1557, urn:nbn:de:bvb:12-bsb11248988-2.
- Opus novum de proportionibus numerorum, motuum, ponderum, sonorum aliarumque rerum mensurandarum […]. Item de aliza regula liber. Officina Henricpetrina, Basel 1570, urn:nbn:de:bvb:12-bsb10147886-3.
- Practica arithmetice et mensurandi singularis, J.A. Castellioneus, Mailand 1539, doi:10.3931/e-rara-13875.
- De Subtilitate Libri XXI. Johannes Petreius, Nürnberg 1550, doi:10.3931/e-rara-52713 (spätere Auflage: cum additionibus. Addita insuper Apologia adversus calumniatorem. Officina Petrina, Basel 1560, doi:10.3931/e-rara-25536); De Subtilitate : Von der Feinheit der Welt und des Denkens, Leseausgabe nach der englischen kritischen Ausgabe von John M. Forrester ; ins Deutsche übertragen von Martin Regenbrecht, Berlin : Regenbrecht Verlag, 2023, ISBN 978-3-948741-09-9
- De rerum varietate libri XVII. Heinrich Petri, Basel 1557, Digitalisat (Spätere Auflage: Basel: Henricpetri 1581, urn:nbn:de:hbz:061:2-30760).
- De propria vita liber. Jacques Villery, Paris 1643, doi:10.3931/e-rara-25723 (2. Auflage: Amsterdam 1654).
- De utilitate ex adversis capienda. Heinrich Petri, Basel 1561, urn:nbn:de:bvb:12-bsb10191606-5.
- Opus novum cunctis de sanitate tuenda, ac vita producenda studiosis apprime necessarium […]. Rom 1580 (postum).
- Opera Omnia. Hrsg. Charles Spon. 10 Bände. Jean Antoine Huguetan und Marc Antoine Ravaud, Lyon 1663 (Digitalisate: Archive, Band 1, Archive, Band 2, Archive, Band 3, Archive, Band 4, Archive, Band 5, Archive, Band 6, Archive, Band 7, Archive, Band 8, Archive, Band 9, Archive, Band 10; zum Herunterladen: Digitalisat).
  - Nachdruck, hrsg. von August Buck. Fromann, Stuttgart 1966, ISBN 978-3-7728-0094-8.

## Textausgaben und Übersetzungen
- Jean-Yves Boriaud (Hrsg.): Girolamo Cardano: Somniorum Synesiorum libri quatuor. Les quatre livres des Songes de Synesios. 2 Bände. Olschki, Florenz 2008, ISBN 978-88-222-5736-9 (kritische Ausgabe mit französischer Übersetzung).
- Marco Bracali (Hrsg.): Girolamo Cardano: De sapientia libri quinque. Olschki, Florenz 2008, ISBN 978-88-222-5753-6 (kritische Ausgabe).
- August Buck (Hrsg.): Hieronymus Cardanus: Opera Omnia. Faksimile-Neudruck der Ausgabe Lyon 1663. 10 Bände. Frommann-Holzboog, Stuttgart-Bad Cannstatt 1966, ISBN 978-3-7728-0094-8.
- Hermann Hefele (Übersetzer): Des Girolamo Cardano von Mailand eigene Lebensbeschreibung. Eugen Diederichs,  Jena 1914, Digitalisat (mit ausführlicher Einleitung).
  - Neuauflagen: Kösel, München 1969 und Chiron, Tübingen 2014.
- The great art or the rules of algebra. Englische Übersetzung der Ausgabe von 1545 mit Ergänzungen der Ausgaben von 1570 und 1663, Cambridge (Mass.) 1968.
- Nikolaus Eberl (Hrsg.): Cardanos Encomium Neronis. Peter Lang, Frankfurt am Main 1994, ISBN 3-631-46116-X (kritische Edition mit Übersetzung und Kommentar).
- The book on games of chance (Liber de ludo aleae), Holt, Rinehart and Winston 1961 (Vorwort Samuel S. Wilks).
- John M. Forrester (Hrsg.): The ‘De Subtilitateʼ of Girolamo Cardano. 2 Bände ACMRS, Tempe 2013 (bilinguale lat.-engl. Ausgabe mit Kommentar).
  - deutsche Übersetzung: De Subtilitate. Von der Feinheit der Welt und des Denkens. Regenbrecht Verlag, Berlin 2023, ISBN 978-3-948741-09-9.